# Gilberto Vieira
Gilberto Vieira White (Medellín, 5 de abril de 1911 - Bogotá, 25 de febrero de 2000) fue un político colombiano y dirigente del Partido Comunista Colombiano (PCC). Ocupó diversos cargos en la política colombiana a lo largo del siglo XX, incluyendo el de representante a la Cámara y concejal en varias ciudades.

## Biografía
Nacido en Medellín el 5 de abril de 1911, era hijo de Joaquín Vieira Gaviria, de filiación conservadora, y de doña Mercedes White Uribe, prima hermana del general Rafael Uribe Uribe. Realizó sus estudios de bachillerato en el Instituto Universitario de Manizales, del cual fue expulsado. Posteriormente, ingresó a la Universidad del Cauca, pero no culminó sus estudios debido a su afinidad política con el comunista, terminaría en el Partido Comunista colombiano, al cual se vinculó el 17 de julio de 1930.
Fue concejal de Bogotá y representante a la Cámara por Cundinamarca, donde permaneció durante 22 años. También dirigió el Diario Popular entre 1941 y 1946 y participó en la fundación de la Confederación de Trabajadores de Colombia (CTC) en 1935. Vieira representó al PCC en congresos comunistas internacionales en países como la Unión Soviética, Checoslovaquia y Bulgaria.
En 1947 asumió la secretaría general del PCC, cargo que ocupó hasta 1991, cuando se retiró de la política activa. Durante su trayectoria, apoyó figuras políticas como Jaime Pardo Leal, Bernardo Jaramillo Ossa y José Antequera, todos vinculados a la Unión Patriótica, movimiento político nacido de los acuerdos de la Uribe entre el Gobierno colombiano con las Fuerzas Armadas Revolucionarias de Colombia - Ejército del Pueblo (FARC-EP).
Durante los periodos de persecución política en Colombia, especialmente en la hegemonía conservadora, en el gobierno de Roberto Urdaneta fue detenido y sometido a un consejo verbal de guerra, posteriormente fue puesto en libertad; en la dictadura de Gustavo Rojas Pinilla, se vio obligado a la clandestinidad. En 1967, en el gobierno de Carlos Lleras Restrepo, fue detenido durante tres meses.
También participó en los diálogos de paz del Gobierno colombiano con grupos insurgentes en el gobierno de Belisario Betancur (1982-1986), el gobierno de Virgilio Barco (1986-1990) y en el gobierno de César Gaviria (1990-1994). Durante estos procesos de diálogo en las décadas de 1980 y 1990, Vieira abogó por la salida negociada al conflicto armado y respaldó los esfuerzos de la Unión Patriótica.
A lo largo de su carrera política, Gilberto Vieira White mantuvo una postura de apoyo a sectores del radicalismo de la izquierda colombiana, incluyendo organizaciones guerrilleras como las FARC-EP, expresó simpatía por algunas de sus causas tuvo una relación cercana con la insurgencia comunista, reconoció la lucha de este grupo, aunque no compartía todos sus métodos. Sin embargo, su posición generó controversia, especialmente en sectores que lo señalaban como colaborador ideológico[cita requerida] de las FARC-EP, posteriormente consideradas como grupo terrorista.

## Muerte
Vieira murió de infarto en Bogotá el 24 de febrero de 2000.

## Obras
- Sobre la estela del Libertador: El criterio marxista acerca de Bolívar.
- Quiénes son los traidores de la democracia.
- Lucha de clases y liberación nacional, 9 de abril: experiencias del pueblo.[13]
- Escritos políticos.
- Frente Amplio contra el despotismo. (1979). Fondo Editorial Suramérica.[14]

## Reconocimientos
- Orden de la Revolución de Octubre (1976).
- Orden de la Amistad de los Pueblos (1987).[4]